# Neanastatus cinctiventris
Neanastatus cinctiventris är en stekelart som beskrevs av Girault 1913. Neanastatus cinctiventris ingår i släktet Neanastatus och familjen hoppglanssteklar. Inga underarter finns listade i Catalogue of Life.